# Arctium mixtum
Arctium mixtum là một loài thực vật có hoa trong họ Cúc. Loài này được (Simonk.) Nyman mô tả khoa học đầu tiên năm 1889.